# Jaro Zeman
Jaro Zeman (* 1. August 1899 in Pola; † 7. Oktober 1993 in Wien) war ein österreichischer Maschinenbauer und Hochschullehrer. Er war Rektor der Technischen Hochschule Wien.

## Leben
Jaro Zeman verbrachte die Zeit bis 1916 in Pola und ging anschließend nach Wien, um an der Technischen Hochschule Maschinenbau zu studieren. Von 1922 bis 1933 war er in der Industrie tätig, 1931 promovierte er zum Dr. techn.
Ab 1934 war er an der Technischen Hochschule Assistent an der Lehrkanzel für Verbrennungskraftmaschinen, 1937 habilitierte er sich für Maschinenbau. 1939 wurde er zum außerordentlichen Professor für Maschinenelemente und 1944 zum ordentlichen Professor berufen. Nach einer Entlassung im 1945 war er mehrere Jahre bei der VÖEST tätig. Ab 1954 war er wieder ordentlicher Professor an der Technischen Hochschule. In den Studienjahren 1960/61 und 1961/62 war er Dekan der Fakultät für Maschinenwesen und Elektrotechnik, im Studienjahr 1963/64 wurde er zum Rektor der Technischen Hochschule gewählt. Während seines Rektorates wurde ein erster Teil des Neubaus für die Maschinenbau-Fakultät am Getreidemarkt eröffnet.
1980 wurde er mit der Johann Joseph Ritter von Prechtl-Medaille ausgezeichnet.
Seine Aufzeichnungen über seine Heimatstadt Pola wurden 2010 posthum vom Österreichischen Archäologie-Bund veröffentlicht.

## Publikationen (Auswahl)
- 1935: Zweitakt-Dieselmaschinen kleinerer und mittlerer Leistung, Springer-Verlag, Wien/Berlin 1935
- 1944: Die Zweitaktwertungsgrößen und die Grundlagen ihrer Bestimmung, VDI-Verlag, Berlin 1944
- 2010 (posthum): Pola, verlorene Heimat: Arbeit und Leben im K.u.K. Kriegshafen; städtebauliche Entwicklung der Stadt Pola am Beispiel des K.u.K. Militärhafens, Historica-Verlag des Österreichischen Archäologie-Bund, 2010, ISBN 978-3-901515-15-6